# SBB RAe TEE II
SBB RAe TEE II - elektryczny zespół trakcyjny wyprodukowany dla kolei szwajcarskich.

## Historia
Elektryczne zespoły trakcyjne zostały wyprodukowane dla kolei szwajcarskich jako składy komfortowych pociągów ekspresowych Trans-Europ-Express. Wagony pasażerskie posiadały tylko pierwsza klasę i restaurację. Pociągi miały dla pasażerów okna do obserwacji trasy z przodu. Wagony silnikowe posiadały dodatkowe pantografy do kursowania na trasach międzynarodowych do Niemiec i Włoch. Prędkość maksymalna wynosiła 160 km/h, ale w Szwajcarii była wtedy ograniczona do 140 km/h. Składy pomalowano na kolor beżowy oraz czerwony. Luksusowe zespoły trakcyjne były eksploatowane do 1988 roku. Jedyny zachowany zespół trakcyjny jest czynnym eksponatem zabytkowym kolei szwajcarskich.